# 爸爸叫红旗
《爸爸叫红旗》是一部中國的电视连续剧。它讲述了一个边红旗的保险业务员的人生故事。
天津人边红旗结过婚，妻子不幸在一次交通事故中死亡，他的岳父母讲女儿的死怪罪在当时吊儿郎当的边红旗身上，并将外孙女留下来抚养。
后来中年的边红旗很潦倒，最后在北京做上了保险业务员，然后就发生了一系列的故事，充当别人的假男友，与女儿重逢，同公司的善良女孩对自己的关怀和喜欢，与女儿生活在一起，为了女儿刻苦奋斗，通过卖保险看到不少触动人的人生故事。  
该剧的女主角在《武林外传》中饰演无双。